# Ōtomo no Tabito
En aquest nom japonès, el cognom és Ōtomo.
Ōtomo no Tabito (japonès: 大伴旅人)  (665 - Nara, 31 d'agost de 731) (japonès: 大伴 旅人) fou un polític i poeta japonés, conegut per ser el pare d'Ōtomo no Yakamochi, que contribuí en l'antologia Man'yōshū. Tabito era coetani d'Hitomaro, però sense èxit en la cort imperial. Mentre fou governador general de Dazaifu, de 728 a 730, Tabito organitzà la celebració de les pruneres en flor, i promogué la poesia entre els seus súbdits imitant l'elegància de l'estil xinès. També mostrà la seua educació xinesa en els seus tretze poemes tanka en lloança al sake.

El poema 3-344 de Man'yôshu diu del sake:

あな醜 賢しらをすと 酒飲まぬ 人をよく見れば 猿にかも似る

| « | Oh, que lleig! Mira'l bé, l'home arrogant que no sap beure: es veu exactament com un mico. | » |